# Toni, männlich, Hebamme – Allein unter Frauen
Allein unter Frauen ist ein deutscher Fernsehfilm von Sibylle Tafel aus dem Jahr 2018. Es handelt sich um den Pilotfilm der ARD-Reihe Toni, männlich, Hebamme mit Leo Reisinger als Münchner Hebamme Toni in der Hauptrolle. Die deutsche Erstausstrahlung erfolgte am 8. Februar 2019 auf dem ARD-Sendeplatz Endlich Freitag im Ersten.

## Handlung
Toni Hasler lebt getrennt von seiner Frau Hanna. Da er sich keine eigene Wohnung leisten kann, ist er bei seinem besten Spezi Franzl untergekommen. Er macht sich aber immer noch Hoffnungen, seine Frau zurückzugewinnen, deshalb trifft er sich mit ihr auf einen Kaffee. Sie hat kurzfristig einen Termin für eine Wohnungsbesichtigung und bittet Toni mitzukommen, da man als „Paar“ einfacher eine Wohnung bekommt. Toni beobachtet, dass es der jetzigen Mieterin Ida nicht gut geht. Als sie zusammenbricht, untersucht er sie und stellt fest, dass sie schwanger ist und Wehen hat. Da sie eine Herzinsuffizienz hat, ist eine Schwangerschaft nicht ungefährlich. In der Klinik erfährt Toni von seinem bisherigen Chef Dr. Prantlhuber, dass er in Rente geht und Evi Höllriegl die Leitung der Hebammen übernimmt. Ida ist mit der Mutterschaft überfordert und will das Kind zur Adoption freigeben. Toni kann das nicht akzeptieren und will Ida davon überzeugen, dass sie das Baby behalten soll. Da er sich damit den Anweisungen seiner neuen Chefin widersetzt, verliert er den Job im Krankenhaus. Er trifft sich mit Dr. Prantlhuber und erzählt ihm, was passiert ist. Der empfiehlt ihm, sich nun endlich selbstständig zu machen, und gibt ihm den Tipp, dass seine Tochter Luise Fuchs demnächst eine Praxis eröffnet und noch eine Hebamme sucht. Als er zusammen mit Franzl die Räumlichkeiten besichtigt, merkt er, dass er Luise schon von irgendwoher kennt. Sie ist die Frau, mit der er am Hebammen-Karneval einen One-Night-Stand hatte, und der Grund, weshalb sich seine Frau Hanna von ihm getrennt hat. Unter diesen Voraussetzungen kann und will er nicht dort arbeiten, denn das würde seine Pläne mit Hanna durchkreuzen. Luise hatte ebenfalls das Gefühl, dass sie Toni kennt, da er aber bei ihrem ersten Zusammentreffen seine Hasenmaske nicht abgenommen hatte,  fällt es ihr nicht ein. 
Toni meldet sich deshalb auf dem Arbeitsamt, da wird ihm aber beschieden, dass er als männliche Hebamme schlechte Chancen auf einen neuen Job hat und sich umschulen lassen soll. Da er das nicht will, entscheidet er sich, doch mit Luise zusammenzuarbeiten. Damit er die Kosten für die Praxis tragen kann, muss er nebenher in der Nacht noch Taxi fahren. Luise verlangt von ihm, dass er ihre Patientinnen prioritär behandelt. Beim ersten Hausbesuch bei der schwangeren Gina bekommt er Probleme mit ihrem eifersüchtigen Freund Costa, der meint, Toni sei ein Liebhaber. Luise verarztet die Platzwunde, die er durch den Faustschlag von Costa hat. Ida taucht mit ihrem Baby in der Praxis auf, Toni findet es toll, dass sie das Kind behalten hat. Sie ist aber überfordert und bittet Toni um Hilfe. Als Gina bei ihrem nächsten Termin in der Praxis mit einem anderen Mann auftaucht, versteht Toni die Welt nicht mehr. Er geht zu Ida, um ihr zu helfen, dabei erfährt er mehr über sie und den Vater des Kindes. Deshalb macht er sich auf die Suche nach Jan Rabe, dem Vater, der eine große Werbeagentur führt. Ida hat ihm verschwiegen, dass sie krank und schwanger ist. Jan und Toni besuchen Ida und er verspricht, ihr zu helfen.
Als Toni sein Handy in der Praxis vergisst, bringt Luise es ihm nach Hause. Dabei begegnet sie zum ersten Mal Hanna und seinen Kindern, denn Toni feiert seinen 40. Geburtstag. Hanna lädt Luise spontan ein, mitzufeiern. Toni bemerkt, dass seine Hasenmaske in der Wohnung herumliegt, und muss sie verschwinden lassen. Seine Tochter Josie nervt immer noch, weil sie nicht mit ihren Freunden nach Frankreich in die Ferien darf, da das Geld fehlt. Luise bietet ihr an, in der Praxis zu helfen, um das Taschengeld aufzubessern. Jan kommt in der Praxis vorbei und erzählt Toni, dass er in zwei Wochen heiratet. Zunächst meint Toni, es sei Ida, aber Jan hat in der Zwischenzeit eine neue Freundin. Er rät ihm aber, es Ida zu sagen. Gina bricht im Babypark zusammen, als sie mit ihrem dritten Freund beim Shoppen ist. Auch ihre beiden anderen Freunde sind zufälligerweise da. Sie ruft Leo an, er vermutet eine Schwangerschaftsvergiftung und bringt sie in die Klinik. Nach der Geburt will Toni Luise endlich die Wahrheit sagen, aber sie schläft vorher ein. Wieder in der Praxis erhält Luise einen Anruf von der Apotheke, dass jemand ein Rezept von ihr für ein Neuroleptikum eingelöst hat. Sie findet schnell heraus, dass es nur Josie gewesen sein kann. Sie sucht sie zu Hause auf, dabei gesteht ihr Josie, dass das Medikament für ihren Freund ist, der Prüfungsangst hat. Zufällig entdeckt Luise die Hasenmaske und fragt Josie, wem die gehört. In diesem Moment kommt Toni nach Hause. Luise will nichts mehr von ihm wissen und schmeißt ihn aus der Praxis.
Als Jan in sein Büro kommt, findet er sein Baby alleine vor. Er geht zu Toni, weil er Angst hat, dass Ida sich etwas antun will, weil sie erfahren hat, dass Jan heiraten will. Toni hat eine Idee, wo sie sein könnte, da er bei ihr einmal eine Zeichnung mit einem Berggipfel gesehen hat. Jan weiß, wo das ist, und sie suchen und finden sie. Toni versucht sie zu überzeugen, dass sie einen Fehler macht, und als Luise mit ihrem Baby dazukommt, rückt Ida von ihrem Vorhaben ab.
Luise spricht mit ihrem Vater, er macht ihr Vorwürfe und klärt sie darüber auf, dass Toni nur in ihrer Praxis arbeiten kann, weil er nebenher noch Taxi fährt, und es keine bessere Hebamme als Toni gibt. Luise sucht Toni und findet ihn in seinem Taxi. Sie bietet ihm an, zurückzukehren unter der Bedingung, dass sie keine Geheimnisse mehr voreinander haben. Und die Kaution kann er bezahlen, wenn er das Geld beisammen hat.

## Hintergrund
Allein unter Frauen wurde vom 9. April bis zum 9. Mai 2018 in München und Umgebung gedreht. Produziert wurde der Film von der Bavaria Fiction.

## Rezeption

### Einschaltquote
Die Erstausstrahlung am 8. Februar 2019 im Ersten wurde von 4,51 Millionen Zuschauern gesehen, was einem Marktanteil von 14,4 % entspricht.

### Kritiken
Die Kritiker der Fernsehzeitschrift TV Spielfilm zeigten mit dem Daumen nach oben und vergaben für Humor zwei, für Anspruch und Spannung einen von drei möglichen Punkten. Sie resümierten: „Pfundiges bayerisches Wohlfühlfernsehen“.
Tilmann P. Gangloff  meinte bei Tittelbach.tv dazu: „Kritiker sprechen vom ‚Mutter Teresa‘-Genre. Das klingt zynisch, hat aber einen wahren Kern: Die Heldinnen der verschiedenen Helferreihen bei ARD und ZDF sind auf dem besten Weg zur Seligsprechung. Umso erfrischender, dass in diese Phalanx nun ein Mann eindringt, der kein Heiliger sein will.“ und „Selbst wenn der Geburtenhelfer das eine oder andere Drama erlebt: Der Tonfall der beiden Filme ist deutlich leichter. Dafür sorgt schon allein Tonis Beziehungsstatus als Mann zwischen zwei Frauen: Seine Ex will die Scheidung – seine neue Chefin ist der Grund für die Trennung.“